# Philippe Mexès
Philippe Mexès, né le 30 mars 1982 à Toulouse, est un footballeur international français évoluant au poste de défenseur.

## Carrière en club

### Jeunes années
Mexès s'initie au football à Toulouse (AS Toulouse Mirail puis Toulouse Football Club). En 1995, à 13 ans, il intègre le centre de préformation de Castelmaurou. Capitaine de l'équipe de la Ligue de Midi-Pyrénées en 1997, il remporte la Coupe nationale des 14 ans le 19 mai 1997. Il est alors repéré par Guy Roux et poursuit sa formation à l'AJ Auxerre.

### Génération dorée de l'AJ Auxerre (1999-2004)
Alors qu'il vient à peine de remporter la Coupe Gambardella, il prend rapidement du galon au sein du club au point d'effectuer ses débuts en Ligue 1 à l'âge de 17 ans lors du match Auxerre-Troyes le 10 novembre 1999, puis d'inscrire son premier but le 8 décembre face à l'AS Monaco. 
Devenu professionnel durant l'été 2000, Mexès apparaît régulièrement au sein de la défense auxerroise à partir de la saison 2000-2001. Son premier match en Ligue des champions a lieu lors de la saison 2002-2003 où Auxerre élimine le Boavista Porto au tour préliminaire et se qualifie pour la première phase. En fin de saison, l'AJA remporte la Coupe de France face au Paris SG.
En 2003-2004, lors de la dernière saison de Philippe Mexès à Auxerre, le club est battu en huitièmes de finale de la Coupe UEFA par le PSV Eindhoven.

### Débuts difficiles et révélation à l'AS Rome (2004-2011)
Au mois d'août 2004, Mexès quitte Auxerre pour l'AS Rome dans des circonstances controversées, le club bourguignon demandant une compensation financière pour rupture abusive de contrat. La FIFA inflige au joueur une suspension de six semaines pour avoir signé avec la Roma alors qu'il était encore sous contrat avec Auxerre. Le Tribunal arbitral du sport (TAS), saisi par Mexès, accepte une requête d'effet suspensif lui permettant de reprendre la compétition en septembre 2004.
L'année suivante, la chambre de règlement des litiges de la FIFA fixe à 8 millions d'euros le montant de l'indemnité que devra verser l'AS Rome à Auxerre, montant ramené à 7 millions après que les deux clubs eurent fait appel. L'agent du joueur, Olivier Jouanneaux, sera de son côté suspendu six mois par la FIFA pour son implication dans la rupture unilatérale de contrat du défenseur.
Mexès rejoint un club en crise, en proie à de graves problèmes financiers. L'AS Rome doit se séparer de Walter Samuel, transféré au Real Madrid, tandis que Jonathan Zebina et Emerson suivent Fabio Capello parti rejoindre la Juventus. Mexès se retrouve alors orphelin de l'entraîneur qui l'avait fait venir et se retrouve également seul joueur français du club. Son adaptation promet d'être difficile et elle le sera.
L'entraîneur Cesare Prandelli, nommé en remplacement de Fabio Capello, démissionnaire, est remplacé par Rudi Völler en début de saison. La première rencontre de Philippe Mexès dans le championnat d'Italie a lieu le 12 septembre 2004 lors de Roma-Fiorentina. Sa participation à la ligue des champions restera marquée par les incidents du 15 septembre 2004. Mexès est expulsé pour avoir fait un croche pied à un joueur adverse lors du match AS Rome-Dynamo Kiev au Stadio Olimpico, peu après, alors que la mi-temps vient d'être sifflée, l'arbitre suédois Anders Frisk est victime de jets de projectiles de la part du public romain. Touché au visage l'arbitre suspend la rencontre. La commission de discipline de l'UEFA déclarera le club perdant par forfait et la Roma devra jouer les deux rencontres suivantes à huis clos. Quant à Mexès il écope de deux matchs de suspension pour « conduite particulièrement antisportive ».
À la suite de ces événements, et d'un début de saison calamiteux, Völler donne sa démission dès la fin du mois de septembre. Il est remplacé par Luigi Del Neri, qui lui aussi n'aura passé que deux mois dans son précédent club : le FC Porto. Ce dernier ne parviendra pas à redresser la barre du navire romain, qui terminera le championnat à une anonyme 8e place. Durant la saison 2004-2005, le jeune Mexès participera néanmoins à 28 matches.
L'année 2005-2006 commence sur la même base : un changement d'entraîneur. C'est au tour de Luciano Spalletti de relever le défi qu'est la succession de Capello. Le club romain recrute alors Samuel Kuffour, un concurrent de poids pour Mexès. Spalletti fait confiance au Ghanéen et laisse le Français sur le banc de touche. Barré dans son club, Mexès ne participe pas à la qualification pour le mondial 2006 avec la France, mais se refuse pourtant à parler d'un transfert.
Kuffour s'absentant pour aller jouer la CAN, Spalletti va alors donner sa chance à celui qui n'est encore que « la danseuse » aux yeux des Italiens. Il s'ensuit une série de onze victoires consécutives en championnat, record à l'époque en Serie A. Le club qui se morfondait en milieu de tableau remonte aux premières places, Philippe Mexès est enfin adopté et reconnu par l'Italie du football. Malheureusement, la fin de saison est moins heureuse, la Roma échouant dans la course à la qualification pour la ligue des champions et en finale de la coupe d'Italie.

Finalement repêché en ligue des champions, après le scandale des matches truqués, l'AS Roma entame cette nouvelle saison pleine d'ambition. Philippe Mexès aussi, vexé de ne pas avoir participé à l'épopée des bleus au Mondial 2006, entend confirmer avec la Roma et s'imposer en équipe nationale.

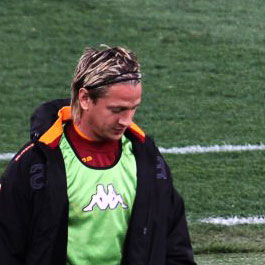
Mexès à l'entraînement avec l'AS Rome en 2011.

En défense centrale, il forme, avec Christian Chivu, l'un des duos les plus techniques d'Europe et est l'une des pièces maîtresses du système mis en place par Spalletti. Au sein de cette équipe, Mexès brille, comme en 8e de finale de la ligue des champions contre l'Olympique lyonnais où, de retour sur le sol français, il rappelle au sélectionneur qu'il est un joueur d'une autre classe. Mais cette saison 2006-2007 est aussi marquée par la défaite monumentale reçue par la Roma à Old Trafford (Manchester United-AS Roma : 7-1). Mexès fut pourtant l'un des rares joueurs romains à tirer son équipe vers le haut. En championnat, la Roma finit deuxième derrière l'Inter Milan et gagne la coupe d'Italie, prenant sa revanche sur ce même Inter. Cette coupe nationale constitue le premier titre de Mexès à l'étranger.
« Il francese » (son surnom en Italie) est alors considéré comme l'un des meilleurs défenseurs évoluant en Italie.
À la fin de la saison, Mexès est courtisé par les plus grands clubs, mais il prolonge finalement son contrat avec la Roma à des conditions avantageuses,, avec notamment une clause lui permettant de quitter son club contre une somme modique par rapport à son niveau. Il confirme ainsi une volonté farouche de garder le contrôle de l'évolution de sa carrière, un peu comme il avait pu le faire lors de son arrivée à la Roma.
Le 24 mai 2008, il inscrit un but lors de la finale de la Coupe d'Italie contre l'Inter Milan que la Roma gagne 2-1.
Le 3 avril 2011, Philippe Mexès se blesse au genou lors de la 31e journée de Serie A face à la Juventus, souffrant d'une rupture du ligament croisé du genou gauche. À la suite de cette défaite de l'AS Rome à domicile face à la Juve, Mexès, sorti sur blessure et blessé jusqu’à la fin de la saison, annoncera quelque temps après que ce fut son dernier match sous les couleurs giallorossi.

### L'apothéose à l'AC Milan (2011-2016)
Convoité depuis plusieurs saisons par le Real Madrid, le Français décide de plier les bagages pour le Milan AC.

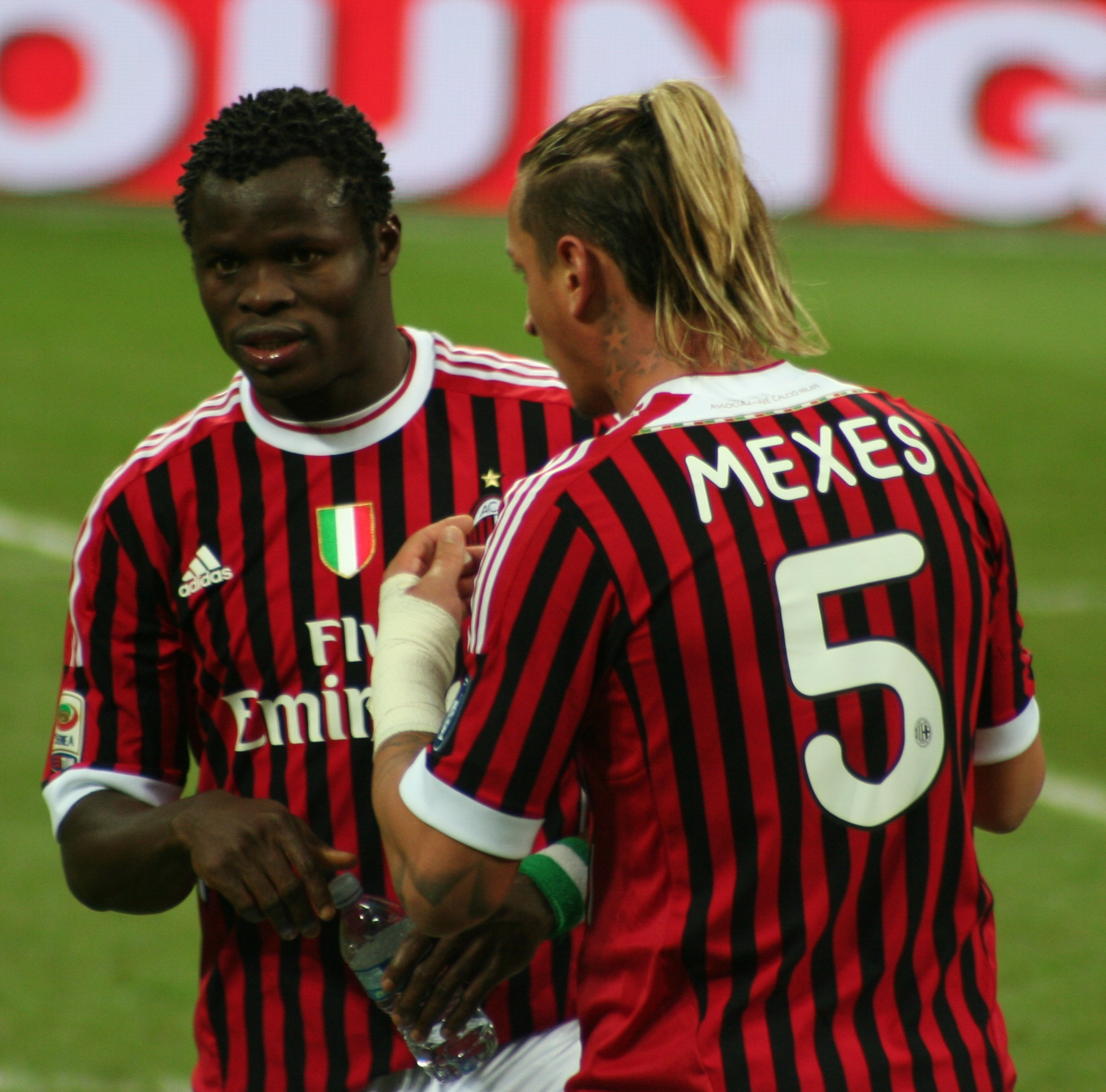
Mexes à l'AC Milan avec Taiwo.

Le 19 octobre, il entre en jeu lors du match de Ligue des champions contre le BATE Borissov en remplaçant Alessandro Nesta en fin de rencontre, c'est sa première apparition sous le maillot milanais. Quelque temps après ce match, Philippe Mexès se blesse à l'entrainement et souffre d'une fracture à l'os trapézoïde de la main gauche. Opéré le 31 octobre 2011, sa convalescence est estimée à trois semaines.
Le 21 novembre 2012, lors d'un match de Ligue des champions contre le RSC Anderlecht, il marque son premier but sous les couleurs milanaises d'un superbe contrôle poitrine-retourné qui file en lucarne.
Le 19 mai 2013, pour le 38e et dernier match de Serie A, il marque le but décisif contre Sienne et permet au Milan AC de gagner le match 2-1 et de se qualifier pour le tour préliminaire de la Ligue des champions.
Le 24 janvier 2015, Philippe Mexès a été expulsé pour une agression violente sur le capitaine de la Lazio Stefano Mauri. Lui reprochant un crochet, le joueur français a essayé de l'étrangler à deux reprises et l'a frappé dans les côtes. Il a été suspendu quatre rencontres par la ligue italienne, sanction jugée « particulièrement clémente » par la presse,.
Le 25 juillet 2015, lors d'un derby de la Madonnina délocalisé en Chine (au stade du centre sportif universitaire de Shenzhen) pour les besoins de l'International Champions Cup, il inscrit d'une superbe reprise de volée à l'extérieur de la surface de réparation (20 mètres) le but de la victoire (1-0) face à l'Inter Milan. Ce superbe but lui vaut d'être nommé pour le Prix Puskás (qui sera finalement remporté par Wendell Lira (en) cette année-là, Mexès terminant dans les non-classés). 
Le 1er novembre 2015, il marque son dernier but avec le club, face à la Lazio de Rome (victoire 1-3 au stadio Olimpico), en reprenant de la tête un superbe coup franc de Giacomo Bonaventura, deux minutes seulement après son entrée en jeu (en remplacement d'Alex, blessé).
Le 14 mai 2016, il joue son dernier match avec l'AC Milan, et par la même occasion le dernier match de sa carrière, en tant que capitaine face à son ancien club de l'AS Roma (défaite 1-3 à San Siro). 
Il ne prolonge pas son contrat le liant avec le club lombard jusqu'en 2016 et quitte le Milan AC sans s'engager avec un autre club. En novembre 2017, il annonce sa retraite.

## Carrière internationale

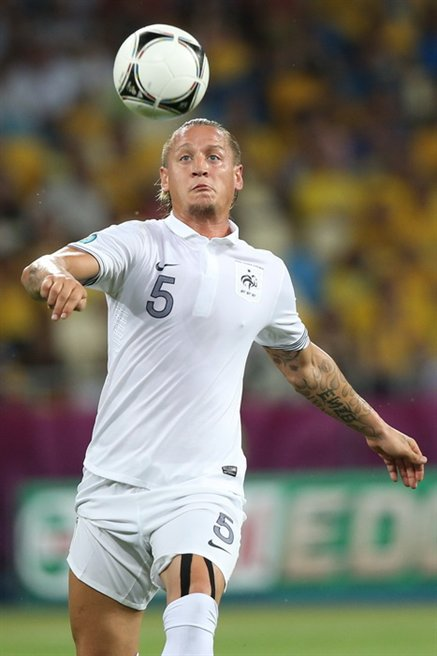
Philippe Mexès lors de l'Euro 2012.

### Révélation chez les espoirs
Philippe Mexès a toujours fait partie de l'équipe de France depuis la catégorie des équipes de France des moins de 15 ans.
Sélectionné pour participer à l'Euro des moins de 18 ans en 2000, il est le seul joueur de l'équipe de la génération 82 (les autres français sont tous nés en 1981). Titulaire lors des deux premiers matchs, il est lors du second exclu à la 54e minute. L'UEFA lui inflige trois matchs de suspension, terminant la compétition du grand espoir du football français. Il assiste depuis les tribunes au succès français,.
Il est finaliste deux ans plus tard du championnat d'Europe espoirs et le plus jeune représentant d'une sélection composée de ses coéquipiers auxerrois Jean-Alain Boumsong, Djibril Cissé, Olivier Kapo et Lionel Mathis, mais aussi de joueurs comme Julien Escudé, Sidney Govou, Benoît Pedretti et Anthony Réveillère.

### Débuts chez les bleus
À tout juste 20 ans, Mexès honore sa première sélection avec l'équipe de France le 16 octobre 2002 en tant que remplaçant, à l'occasion d'un match face à Malte lors des qualifications pour le championnat d'Europe 2004. Il effectue son entrée à la 85e minute en remplacement de Lilian Thuram et est ensuite rappelé le 20 novembre 2002 et le 30 avril 2003 pour affronter la Yougoslavie, puis l'Égypte, au Stade de France. Mexès participe à la coupe des confédérations 2003 : après avoir joué deux rencontres en tant que titulaire face à la Colombie et à la Nouvelle-Zélande, il remporte l'épreuve avec l'équipe de France. Il dispute encore le match amical du 18 février 2004 opposant la France à la Belgique, mais n'est pas convoqué par Jacques Santini en vue de l'Euro 2004.

### Désillusions sous Raymond Domenech
Il est appelé par Raymond Domenech en vue d'un match amical précédant la liste des 23 Bleus pour la Coupe du monde 2006 en Allemagne, mais le sélectionneur lui préfère finalement la polyvalence de Gaël Givet et l'apport d'un deuxième latéral droit, Pascal Chimbonda.
Il fait partie de la liste de 20 joueurs que le sélectionneur établit pour le match amical opposant la France à la Bosnie-Herzégovine le 16 août 2006. Cependant, le fait que Lilian Thuram continue en sélection le prive d'une place sur le banc, étant donné qu'à son poste (défenseur central), outre Thuram, peuvent jouer Jean-Alain Boumsong, Julien Escudé, Gaël Givet, William Gallas, et Sébastien Squillaci.
Il fait partie de la liste élargie de Raymond Domenech pour l'Euro 2008 en Suisse et Autriche, mais n'est pas retenu dans les 23.
Il retrouve la sélection pour les éliminatoires de la Coupe du monde 2010, mais vit un calvaire lors du premier match en Autriche (défaite 3-1), durant lequel il marque contre son camp et provoque grossièrement un penalty. Il n'est pas sélectionné pour la Coupe du monde 2010.

### Première compétition en A

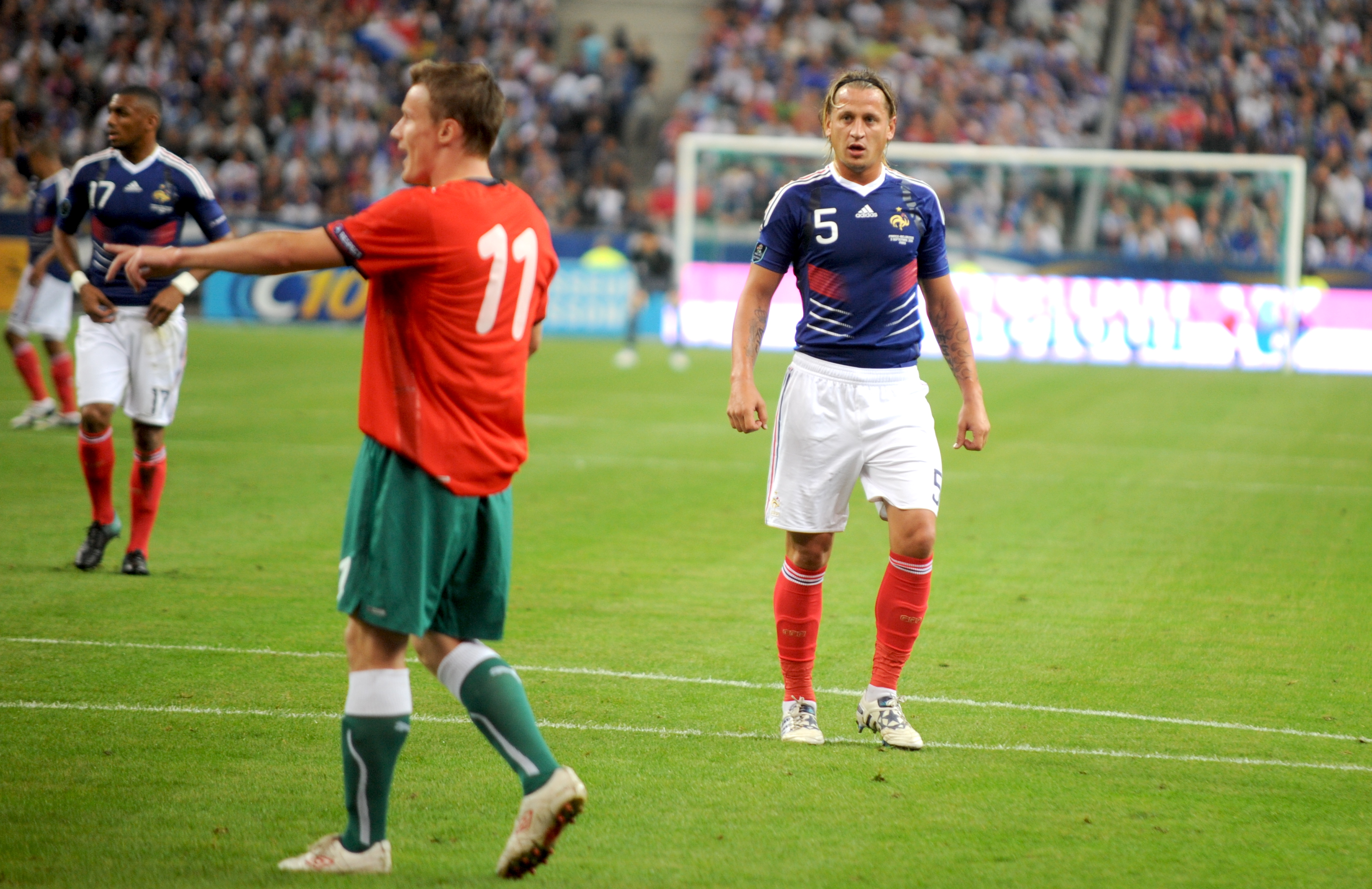
Philippe Mexès, le 03 septembre 2010 lors de France-Bielorussie au Stade de France.

Le 5 août 2010, Laurent Blanc, nouveau sélectionneur des Bleus, communique une liste de 22 noms pour affronter la Norvège, le 11 août. Philippe Mexès figure parmi les 22. Il est nommé capitaine lors du premier match sous l'ère Laurent Blanc, et est ensuite titularisé pour les quatre premiers matchs des éliminatoires pour l'Euro 2012 contre la Biélorussie, la Bosnie-Herzégovine, la Roumanie et le Luxembourg.
Le 9 février 2011, l'équipe de France affronte le Brésil en amical, Philippe Mexès encore une fois titulaire aux côtés d'Adil Rami réalise une prestation de haut vol et contribue ainsi à la victoire 1-0. Son bon match lui vaudra le titre d'homme du match ainsi que de nombreux éloges de la part des journalistes et de son entraîneur Laurent Blanc.
Le 25 mars 2011, il marque son premier but international en reprenant de la tête un coup franc de Samir Nasri lors du match qualificatif pour l'Euro 2012 face au Luxembourg (victoire 2-0).
Philippe Mexès dispute ensuite l'Euro 2012 en tant que titulaire, aux côtés d'Adil Rami, et la France atteint les quarts-de-finale, éliminée par l'Espagne (défaite 2-0).

### Retraite internationale
Plus d'un an après l'Euro, n'ayant toujours pas été appelé par Didier Deschamps, le successeur de Laurent Blanc, il déclare vouloir « laisser la place aux jeunes » et ainsi mettre un terme à sa carrière internationale.

## Statistiques

### Générales
| Saison                | Club                  | Championnat           | Championnat | Championnat | Coupe(s) nationale(s) | Coupe(s) nationale(s) | Supercoupe | Supercoupe | Compétition(s) continentale(s) | Compétition(s) continentale(s) | Compétition(s) continentale(s) | France | France | Total | Total |
| Saison                | Club                  | Division              | M.          | B.          | M.                    | B.                    | M.         | B.         | Comp.                          | M.                             | B.                             | M.     | B.     | M.    | B.    |
| 1999-2000             | AJ Auxerre            | Division 1            | 5           | 0           | 1                     | 0                     | -          | -          | -                              | -                              | -                              | -      | -      | 6     | 0     |
| 2000-2001             | AJ Auxerre            | Division 1            | 32          | 0           | 4                     | 0                     | -          | -          | CI                             | 3                              | 0                              | -      | -      | 39    | 0     |
| 2001-2002             | AJ Auxerre            | Division 1            | 30          | 3           | 2                     | 0                     | -          | -          | -                              | -                              | -                              | -      | -      | 32    | 3     |
| 2002-2003             | AJ Auxerre            | Ligue 1               | 34          | 1           | 4                     | 0                     | -          | -          | C1+C3                          | 7+4                            | 0                              | 5      | 0      | 54    | 1     |
| 2003-2004             | AJ Auxerre            | Ligue 1               | 32          | 3           | 8                     | 1                     | -          | -          | C3                             | 5                              | 0                              | 1      | 0      | 46    | 4     |
| Sous-total            | Sous-total            | Sous-total            | 133         | 7           | 19                    | 1                     | -          | -          | -                              | 19                             | 0                              | 6      | 0      | 177   | 8     |
| 2004-2005             | AS Rome               | Serie A               | 28          | 0           | 6                     | 1                     | -          | -          | C1                             | 3                              | 0                              | -      | -      | 37    | 1     |
| 2005-2006             | AS Rome               | Serie A               | 27          | 3           | 7                     | 0                     | -          | -          | C3                             | 9                              | 0                              | -      | -      | 43    | 3     |
| 2006-2007             | AS Rome               | Serie A               | 27          | 3           | 6                     | 1                     | 1          | 0          | C1                             | 7                              | 0                              | 1      | 0      | 42    | 4     |
| 2007-2008             | AS Rome               | Serie A               | 31          | 1           | 4                     | 1                     | 1          | 0          | C1                             | 9                              | 0                              | 1      | 0      | 46    | 2     |
| 2008-2009             | AS Rome               | Serie A               | 29          | 2           | 2                     | 0                     | 1          | 0          | C1                             | 6                              | 0                              | 5      | 0      | 43    | 2     |
| 2009-2010             | AS Rome               | Serie A               | 19          | 1           | 4                     | 1                     | -          | -          | C3                             | 9                              | 0                              | -      | -      | 32    | 2     |
| 2010-2011             | AS Rome               | Serie A               | 22          | 1           | 2                     | 0                     | 1          | 0          | C1                             | 6                              | 1                              | 9      | 1      | 40    | 3     |
| Sous-total            | Sous-total            | Sous-total            | 183         | 11          | 31                    | 4                     | 4          | 0          | -                              | 49                             | 1                              | 16     | 1      | 283   | 17    |
| 2011-2012             | AC Milan              | Serie A               | 14          | 0           | 4                     | 0                     | -          | -          | C1                             | 6                              | 0                              | 7      | 0      | 31    | 0     |
| 2012-2013             | AC Milan              | Serie A               | 25          | 1           | 1                     | 0                     | -          | -          | C1                             | 6                              | 1                              | -      | -      | 32    | 2     |
| 2013-2014             | AC Milan              | Serie A               | 22          | 2           | 2                     | 0                     | -          | -          | C1                             | 7                              | 0                              | -      | -      | 31    | 2     |
| 2014-2015             | AC Milan              | Serie A               | 20          | 2           | -                     | -                     | -          | -          | -                              | -                              | -                              | -      | -      | 20    | 2     |
| 2015-2016             | AC Milan              | Serie A               | 5           | 1           | 2                     | 0                     | -          | -          | -                              | -                              | -                              | -      | -      | 7     | 1     |
| Sous-total            | Sous-total            | Sous-total            | 86          | 6           | 9                     | 0                     | -          | -          | -                              | 19                             | 1                              | 7      | 0      | 121   | 7     |
| Total sur la carrière | Total sur la carrière | Total sur la carrière | 401         | 24          | 63                    | 4                     | 1          | 0          | -                              | 87                             | 2                              | 29     | 1      | 581   | 31    |

### Buts internationaux
| 0   | Date         | Lieu                                       | Compétition             | Résultat | Adversaire | Détail | Détail     | Détail | Sél. |
| --- | ------------ | ------------------------------------------ | ----------------------- | -------- | ---------- | ------ | ---------- | ------ | ---- |
| 1er | 25 mars 2011 | Stade Josy-Barthel, Luxembourg, Luxembourg | Éliminatoires Euro 2012 | V 0-2    | Luxembourg | 28e    | de la tête | 0-1    | 21e  |

## Palmarès

### En sélection
| - France -19 ans - Champion d'Europe en 2000 |  | - France - Vainqueur de la Coupe des confédérations en 2003 |

### En club
| - AJ Auxerre - Vainqueur de la Coupe de France en 2003 |  | - AS Rome - Vainqueur de la Coupe d'Italie en 2007 et 2008 - Vice-champion d'Italie en 2007, 2008 et 2010. - Vainqueur de la Supercoupe d'Italie en 2007 |  | - AC Milan - Vice-champion d'Italie en 2012 - Finaliste de la Coupe d'Italie en 2016 |

## Distinctions personnelles
- Nommé dans l'équipe type de la Ligue 1 en 2002 et 2003 aux Oscars du football.
- Élu dans le onze de légende de la Coupe Gambardella en 2021[50].